# Boiler (canção)
"Boiler" é uma canção escrita e gravada pela banda Limp Bizkit. Foi lançado como quinto single do álbum Chocolate Starfish and the Hot Dog Flavored Water - o terceiro álbum de estúdio da banda, lançado em 2000 -, tendo sido o último single a ser extraído do mesmo. 
O videoclipe foi filmado em vários locais da cidade de Lisboa, Portugal, nomeadamente na Praça de São Paulo, onde foi montada uma rulote chamada "Bolacha Mole" (tradução literal de "Limp Bizkit"). Inclui também cenas gravadas nas Galerias do Loreto, do Aqueduto das Águas Livres. A realização esteve a cabo do célebre Dave Meyers. 
| Ano  | Parada                     | Posição |
| ---- | -------------------------- | ------- |
| 2001 | Hot Mainstream Rock Tracks | 30      |